# Врмац
Врмац (чорн. Vrmac/Врмац) — півострів у Которській затоці Адріатичного моря, західній частині Чорногорії. Найвища точка — вершина Святого Іллі (чорн. Sveti Ilija/Свети Илија) заввишки 766 метрів.
Інші вершини:
- чорн. Velji vrh / Вељи врх (712 м)
- чорн. Čisti vrh / Чисти врх (616 м)
- чорн. Popova Glava / Попова Глава (584 м)
- чорн. Sveti Vid / Свети Вид (440 м)

## Географія
Врмац лежить між затоками Котор і Тиват, його північний край упирається в протоку Вериге і затоку Рисан, що розташовані навпроти Пераста. Півострів складається з флішу. Схили покриті маквісом.
На Врмаці розташовані такі населені пункти:
- Тиват
- Ластва
- Лепетане
- Столив
- Прчань
- Муо

## Історія
У минулому Врмац мав велике стратегічне значення, оскільки через протоку Вериге проходив кордон між Венеційською Республікою і Османською імперією.
На одній з вершин півострова розташовано колишній австро-угорський форт Врмац, що діяв в 1860—1918 роках.
З 2007 року під півостровом діє тунель Врмац завдовжки 1637 метрів, що з'єднав Котор і Тиват.
По базису узвишшя півострова розташований стадіон «Под Врмацем», на якому грає футбольний клуб «Бокель» з Котора.